# 石灰窑镇
石灰窑镇，是中华人民共和国辽宁省鞍山市岫岩满族自治县下辖的一个乡镇级行政单位。

## 行政区划
石灰窑镇下辖以下地区：
太平岭村、坎子村、大炉村、新华村、李家堡村、洼塘村、同江峪村、龙宝峪村、汤池村和石灰窑村。